# باشگاه فوتبال وستون سوپر مار
باشگاه فوتبال وستون سوپر مار (به انگلیسی: Weston-super-Mare Association Football Club) یک باشگاه فوتبال در شهر وستون سوپر مار، کشور انگلستان است که در سال ۱۸۸۷ میلادی تأسیس شده‌است.